# Dwayne Fields
Dwayne Fields est un explorateur polaire britannique, présentateur de télévision et conférencier. Il est le premier Britannique noir à atteindre le pôle Nord magnétique. Le 5 septembre 2024, il a été annoncé comme le 11e chef scout, succédant à Bear Grylls.

## Jeunesse
Fields est né en Jamaïque et a grandi à Stoke Newington, Londres, à partir de l'âge de six ans. Au cours de sa jeunesse, il a été témoin de crimes violents, y compris un incident où il a survécu à une tentative d'assassinat dans un quartier rival de Londres, car l'arme de son agresseur s'est enrayée,. Il est titulaire d'un diplôme en psychologie et gestion d'entreprise de l'Université de Londres-Est.

## Carrière
Fields a été inspiré pour visiter le pôle Nord après avoir regardé un reportage à la télévision matinale sur Ben Fogle (en) et James Cracknell qui cherchaient un troisième membre pour les aider dans leur expédition en Antarctique. Bien qu'il ait postulé trop tard, son enthousiasme pour le projet a été remarqué, et on lui a demandé de recréer l'expédition de 1908-1909 menée par Robert Peary et Matthew Henson, qui a atteint ce que l'on croyait à l'époque être le pôle Nord géographique. En plus d'être le premier Britannique noir à atteindre le pôle Nord magnétique,,, Fields est la deuxième personne noire au monde à l'avoir fait, après Henson.
Fields est apparu en tant qu'invité dans les émissions Countryfile (en) et Springwatch (en) de la BBC aux côtés de Chris Packham (en). Lors de son apparition dans Countryfile, il a déclaré qu'il croyait que certains Noirs britanniques ne considèrent pas la campagne comme « un endroit qui est pour eux » et qu'il a entrepris son expédition au pôle Nord pour montrer que les choses ne sont pas nécessairement impossibles à réaliser. Il a été l'un des explorateurs de la série Welcome to Earth, et présente actuellement sa propre série, 7 Toughest Days (en), produite par National Geographic et Disney+,.
Son travail avec des groupes de jeunes l'a conduit à co-fonder la WeTwo Foundation, qui offre des opportunités d'aventure aux jeunes défavorisés. Leur premier voyage en Antarctique a eu lieu en novembre 2022, et Fields est ambassadeur nommé de The Scout Association.
En septembre 2024, Fields a été nommé 11e Chef Scout.

## Récompenses
Fields a reçu la Liberté de la cité de Londres en 2013.